# Jean-Henri Fabre

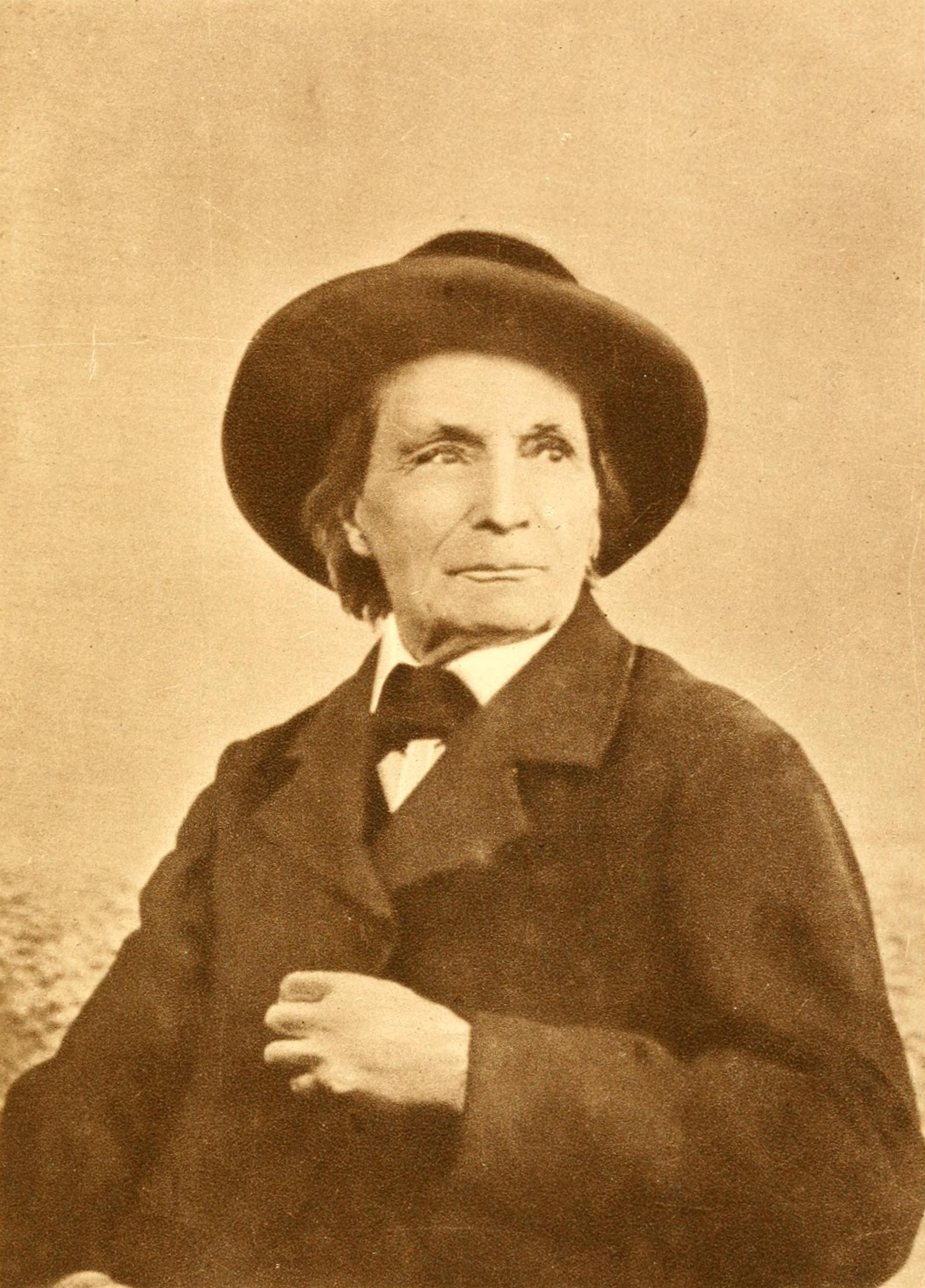
Jean-Henri Fabre

Jean-Henri Fabre (Saint-Léons, 22 december 1823 - Sérignan-du-Comtat, 11 oktober 1915) was een Frans schrijver en entomoloog. Fabre onderzocht onder andere de seksuele aantrekkingskracht van mannelijke en vrouwelijke vlinders en deed onderzoek naar de kokerbouwende larven van de schietmotten (Trichoptera). 
- Bibsys: 90382094
- Biblioteca Nacional de España: XX1263279
- Bibliothèque nationale de France: cb11902115n (data)
- Author citation (botany): Fabre
- Catàleg d'autoritats de noms i títols de Catalunya: 981058512701506706
- CiNii: DA01329351
- Stuttgart Database of Scientific Illustrators 1450–1950: 13133
- Gemeinsame Normdatei: 118531700
- International Standard Name Identifier: 0000 0001 2132 6243
- Library of Congress Control Number: n50012074
- Base Léonore: LH//920/47
- MusicBrainz: 185ac170-37dc-40a8-a35c-aea75c534815
- Bibliotheek van het Japanse parlement: 00439133
- Nationale Bibliotheek van Tsjechië: jn20030919002
- Nationale bibliotheek van Australië: 35293361
- Nationale Bibliotheek van Israël: 987007510075305171
- Nationale Bibliotheek van Polen: a0000001915035
- Nederlandse Thesaurus van Auteursnamen: 069612625
- Réseau des bibliothèques de Suisse occidentale: 02-A000060592
- RKD-Nederlands Instituut voor Kunstgeschiedenis: 273717
- Istituto Centrale per il Catalogo Unico: CFIV042754
- LIBRIS: 52437
- SNAC: w6ns2dc9
- Système universitaire de documentation: 026856328
- Trove: 900680
- Virtual International Authority File: 51689251
- WorldCat: E39PBJfxdqkTVYcMvxdxPxtR8C